# ديزي إيراني (ممثلة)
ديزي إيرانيو الهند هي ممثلة هندية (وحملت سابقاً جنسية الراج البريطاني)، ولدت في 4 يناير 1931 بمومباي في الهند.

## وصلات خارجية
- ديزي إيرانيو الهند على موقع IMDb (الإنجليزية)
- ديزي إيرانيو الهند على موقع قاعدة بيانات الفيلم (الإنجليزية)